# 丹江镇
丹江镇，是中华人民共和国贵州省黔东南苗族侗族自治州雷山县下辖的一个乡镇级行政单位。

## 行政区划
丹江镇下辖以下地区：
南门社区、教厂社区、羊常社区、大十字社区、响楼社区、西门村、东门村、长丰村、响楼村、水电村、脚雄村、党高村、羊排村、排翁村、乌开村、掌排村、郎当村、乌秀村、陶尧村、干皎村、虎羊村、治安村、羊苟村、排卡村、白岩村、乌东村、大固鲁村、小固鲁村、猫猫河村、南屏村、脚猛村和教厂村。
2019年8月8日，将城南社区划归龙头街道管辖。行政区划调整后，丹江镇辖响楼社区、大十字社区、南门社区、教厂坝社区、羊常社区、观音阁社区、羊排村、党高村、水电村、排翁村、长丰村、东门村、西门村、响楼村、乌开村、掌排村、脚雄村、猫猫河村、脚猛村、大固鲁村、小固鲁村、南屏村、教厂村、郎当村、乌秀村、治安村、陶尧村、虎阳村、干皎村、阳苟村、排卡村、白岩村、乌东村。

## 中国传统村落
2013年8月，乌东村、虎阳村、教厂村、脚猛村、干皎村、猫猫河村被评为第二批中国传统村落。